# Рамменау
Рамменау (нем. Rammenau; в.-луж. Ramnow) — коммуна в Германии, в земле Саксония. Подчиняется административному округу Дрезден. Входит в состав района Баутцен. Подчиняется управлению Бишофсверда. Население составляет 1438 человек (на 31 декабря 2010 года). Занимает площадь 10,76 км².
Община подразделяется на 3 сельских округа.
В Рамменау родился немецкий философ Иоганн Готлиб Фихте.

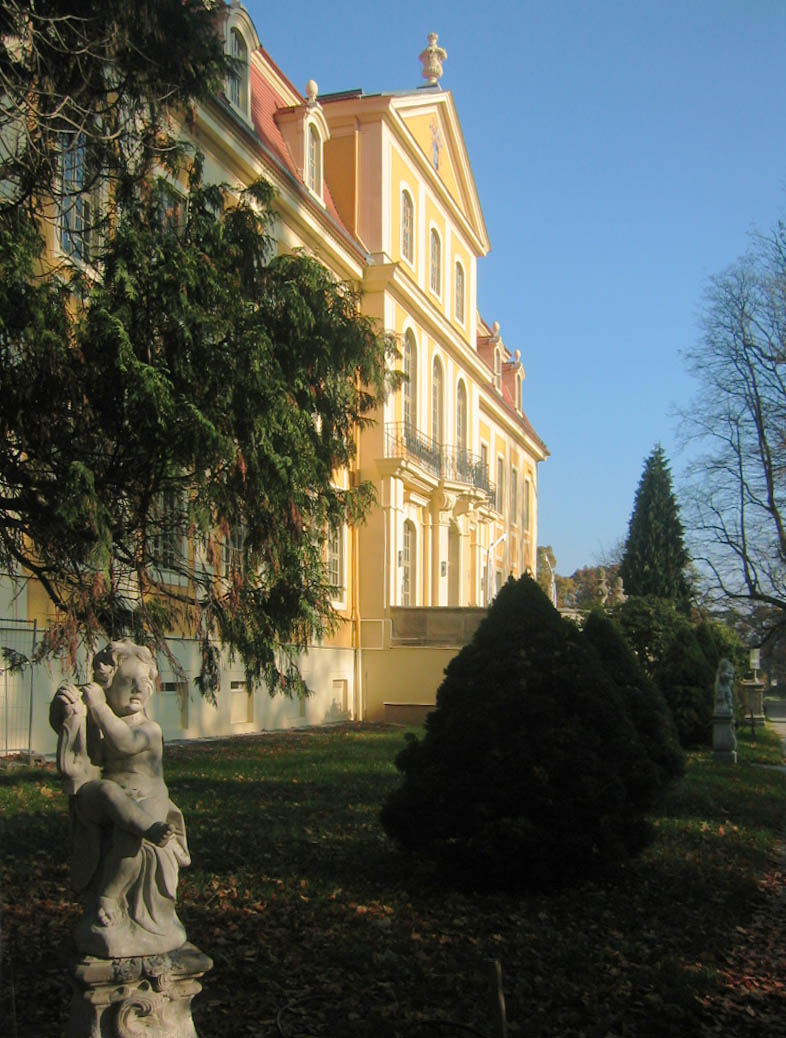

## Население
| Год  | Численность | Численность |
| ---- | ----------- | ----------- |
| 2017 | 1371        | [ 1 ]       |
| 2019 | 1367        | [ 3 ]       |
| 2021 | 1322        | [ 4 ]       |
| 2022 | 1339        | [ 5 ]       |
| 2023 | 1339        | [ 2 ]       |